# Porites arnaudi
Porites arnaudi là một loài san hô trong họ Poritidae. Loài này được Reyes-Bonilla & Carricart-Ganivet mô tả khoa học năm 2000.